# Дисульфид родия
Дисульфид родия — бинарное неорганическое соединение
родия и серы
с формулой RhS2,
кристаллы.

## Получение
- Спекание стехиометрических количеств чистых веществ:

{\displaystyle {\mathsf {Rh+2S\ {\xrightarrow {T}}\ RhS_{2}}}}

## Физические свойства
Дисульфид родия образует кристаллы
кубической сингонии,
пространственная группа P a3,
параметры ячейки a = 0,5585 нм, Z = 4,
структура типа дисульфида железа FeS2
.